# 須藤由蔵
須藤 由蔵（すどう よしぞう、寛政5年（1793年） - 没年不詳））は、江戸時代後期の町人、情報屋。屋号を取って「藤岡屋由蔵」とも、本屋の由蔵の略で「本由」とも呼ばれた。『藤岡屋日記』の著者として知られる。

## 生涯
寛政5年（1793年）、上野国藤岡で生まれる。文化元年（1804年）ごろ江戸へ上って江戸城本丸の庭木の手入れなどを請け負っていた埼玉屋の人足となる。やがて神田の御成道（おなりみち、現在の秋葉原周辺）の足袋屋・中川屋の軒下を借りて、路上に筵を敷き、露天で古書店（貸本屋とも）を始めたが、あまり繁盛せず「御成道の達磨」とあだ名された。しかし彼は古書店よりも、江戸市中の事件や噂、落書などの記録に精を出し、それらの情報を諸藩の記録方や留守居役に提供して、閲覧料で生計を立てる情報屋のはしりとなった。そのため「御記録本屋」の異名を取ったという。彼はいつも素麺の空き箱を机代わりにして記録に精を出していたという。弘化2年（1846年）、五十三歳になって御成道表通りで平屋建て杮葺こけらぶきの店舗を持ち、古本屋を店開きした。やがて物知りとして近辺の評判になり、文久元年には江戸の見立番付入りするほどの人気者になった。ときには客のほうからわざわざやってきて情報を提供してくれるようになった。独身で家族がいなかった彼は、明治3年（1870年）、七十八歳のとき自身の衰えを感じて、日記一切を世話になった中川屋に無償で譲渡し、江戸を離れ、故郷の藤岡に甥をたより帰った。その後、間もなく当地で没したと伝えられている。没年、墓所ともに不明である。また、現在のところ須藤由蔵の縁者を称する者もいない。
日記は、その後、東京帝国大学の教授が買い取って、後年、『藤岡屋日記』（全150巻152冊）として刊行された。原本は関東大震災で消失した。